# Karla Hershey
Karla Robin Hershey ist eine US-amerikanische Funktionärin der Vereinten Nationen, die seit 2022 Residierende Koordinatorin der Vereinten Nationen in Bhutan ist.

## Leben
Karla Robin Hershey begann nach dem Schulbesuch ein Studium der Wirtschafts- und Politikwissenschaften an der Southern Methodist University (SMU) in Dallas County, das sie mit einem Bachelor of Arts (B.A. Economics and Political Science) beendete. Ein darauf folgendes postgraduales Studium der Betriebswirtschaftslehre an der American Intercontinental University (AIU) in Atlanta schloss sie mit einem Master of Business Administration (M.B.A.) ab. Sie absolvierte zudem postgraduale Studiengänge an der London School of Economics and Political Science (LSE) sowie an der University of Oxford. Im Rahmen eines Freiwilligenprogramms des Friedenscorps war sie als Unternehmensberaterin im Ministerium für Jugend und Genossenschaften in Ruanda tätig und arbeitete daraufhin mit den internationalen Nichtregierungsorganisationen World Vision International in Angola und Rotary International in den USA zusammen.
Danach begann sie ihre Laufbahn bei den Vereinten Nationen als Referentin für humanitäre Angelegenheiten beim Büro für die Koordinierung humanitärer Angelegenheiten OCHA (Office for the Coordination of Humanitarian Affairs) in Angola. Im Anschluss wechselte sie zum Welternährungsprogramm der Vereinten Nationen WFP (UN World Food Programme) und war nacheinander Leiterin für Ressourcenmobilisierung, Lebensmittelbeschaffung und Pipeline-Management in Tansania, stellvertretende Landesdirektorin und Leiterin für Programme in Malawi sowie kommissarische Landesdirektorin in Syrien. Nachdem sie Landesdirektorin und Repräsentantin des WFP in Eswatini war, fungierte sie als Seniorberaterin der WFP für UN-Reformen in den USA. Im Anschluss war sie als Residierende Koordinatorin der Vereinten Nationen und Repräsentantin des Entwicklungsprogramms der Vereinten Nationen UNDP (United Nations Development Programme) zunächst in Lesotho sowie daraufhin in gleicher Position in Serbien tätig. Im Anschluss über nahm sie den Posten als Landesdirektorin und Repräsentantin des Welternährungsprogramms (WFP) in Liberia.
Am 1. März 2022 ernannte der Generalsekretär der Vereinten Nationen, António Guterres, Karla Robin Hershey, die über mehr als dreißig Jahre Erfahrung in den Bereichen Entwicklungskoordination, internationale Beziehungen, Ressourcenmobilisierung, Veränderungsmanagement und humanitäre Angelegenheiten verfügt, zur Residierenden Koordinatorin der Vereinten Nationen in Bhutan.